# Itamambuca
Nascer do sol em Itamambuca.
Itamambuca é uma praia do município de Ubatuba. Conhecida mundialmente por sediar campeonatos internacionais de surf, a praia está localizada a 15 quilômetros ao norte do centro da cidade, entre a Vermelha do Norte e a praia do Félix. A praia está no meio de uma reserva ecológica, e possui uma extensa área de mata atlântica nativa.
Seu acesso é feito pela rodovia SP-55 (BR-101), no km. 36, onde há uma estrada secundária passando por um condomínio.